# Paimokia telodonta
Paimokia telodonta är en mångfotingart som beskrevs av Chamberlin 1943. Paimokia telodonta ingår i släktet Paimokia och familjen Xystodesmidae. Inga underarter finns listade i Catalogue of Life.